# Karolína Plíšková
Karolína Plíšková (IPA: [karoˈliːna ˈpliːʃkovaː]; Louny, 21 maart 1992) is een tennisspeelster uit Tsjechië. Zij begon als vierjarige met tennis. Haar favoriete ondergrond is hardcourt. Zij speelt rechtshandig en heeft een tweehandige backhand. Zij is actief in het internationale tennis sinds 2006.

## Persoonlijk
Zij is de tweelingzus van Kristýna Plíšková, die ook op het WTA-circuit speelt. Karolína is rechtshandig, Kristýna linkshandig.
Op 19 juli 2018 trad zij in het huwelijk met Tsjechisch sportcommentator Michal Hrdlička.

## Loopbaan
In 2006 speelde zij op het kwalificatietoernooi van Praag met een wildcard, een jaar later op het toernooi zelf, wederom met een wildcard. In 2008 won zij haar eerste  ITF-toernooi, in Bol (Kroatië). In 2010 schreef zij het meisjesenkelspeltoernooi van het Australian Open op haar naam – in de finale won zij van de Britse Laura Robson.
Op 17 juli 2017 bereikte zij voor de eerste maal de eerste plaats op de WTA-ranglijst. Na acht weken moest zij deze positie afstaan aan Garbiñe Muguruza.
Tot op heden(juni 2024) won zij tien ITF-titels in het enkelspel en zes in het dubbelspel. Daarnaast veroverde zij zeventien WTA-titels in het enkelspel en vijf in het vrouwendubbelspel, waarvan drie met haar tweelingzuster.

### Tennis in teamverband
In de periode 2015–2022 maakte Plíšková deel uit van het Tsjechische Fed Cup-team – zij behaalde daar een winst/verlies-balans van 15–8. In 2015 wonnen zij de finale in Wereldgroep I, en ook in 2016 gingen zij met de beker naar huis.

## Posities op deWTA-ranglijst
Positie per einde seizoen:
| jaar | rang enkelspel | rang dubbelspel |
| ---- | -------------- | --------------- |
| 2006 | 1168           | –               |
| 2007 | 860            | 917             |
| 2008 | 427            | 818             |
| 2009 | 228            | –               |
| 2010 | 203            | 364             |
| 2011 | 159            | 130             |
| 2012 | 120            | 102             |
| 2013 | 67             | 77              |
| 2014 | 24             | 46              |
| 2015 | 11             | 46              |
| 2016 | 6              | 11              |
| 2017 | 4              | 414             |
| 2018 | 8              | 208             |
| 2019 | 2              | 96              |
| 2020 | 6              | 86              |
| 2021 | 4              | 124             |
| 2022 | 32             | 329             |
| 2023 | 37             | 234             |

## Resultaten grote toernooien
| Legenda | Legenda                          |
| ------- | -------------------------------- |
| g.t.    | geen toernooi gehouden           |
| l.c.    | lagere categorie                 |
| –       | niet deelgenomen                 |
| G       | uitgeschakeld in de groepsfase   |
| 1R      | uitgeschakeld in de eerste ronde |
| 2R      | uitgeschakeld in de tweede ronde |
| 3R      | uitgeschakeld in de derde ronde  |
| 4R      | uitgeschakeld in de vierde ronde |
| KF      | uitgeschakeld in de kwartfinale  |
| HF      | uitgeschakeld in de halve finale |
| F       | de finale verloren               |
| W       | het toernooi gewonnen            |
| w-v     | winst/verlies-balans             |

### Enkelspel

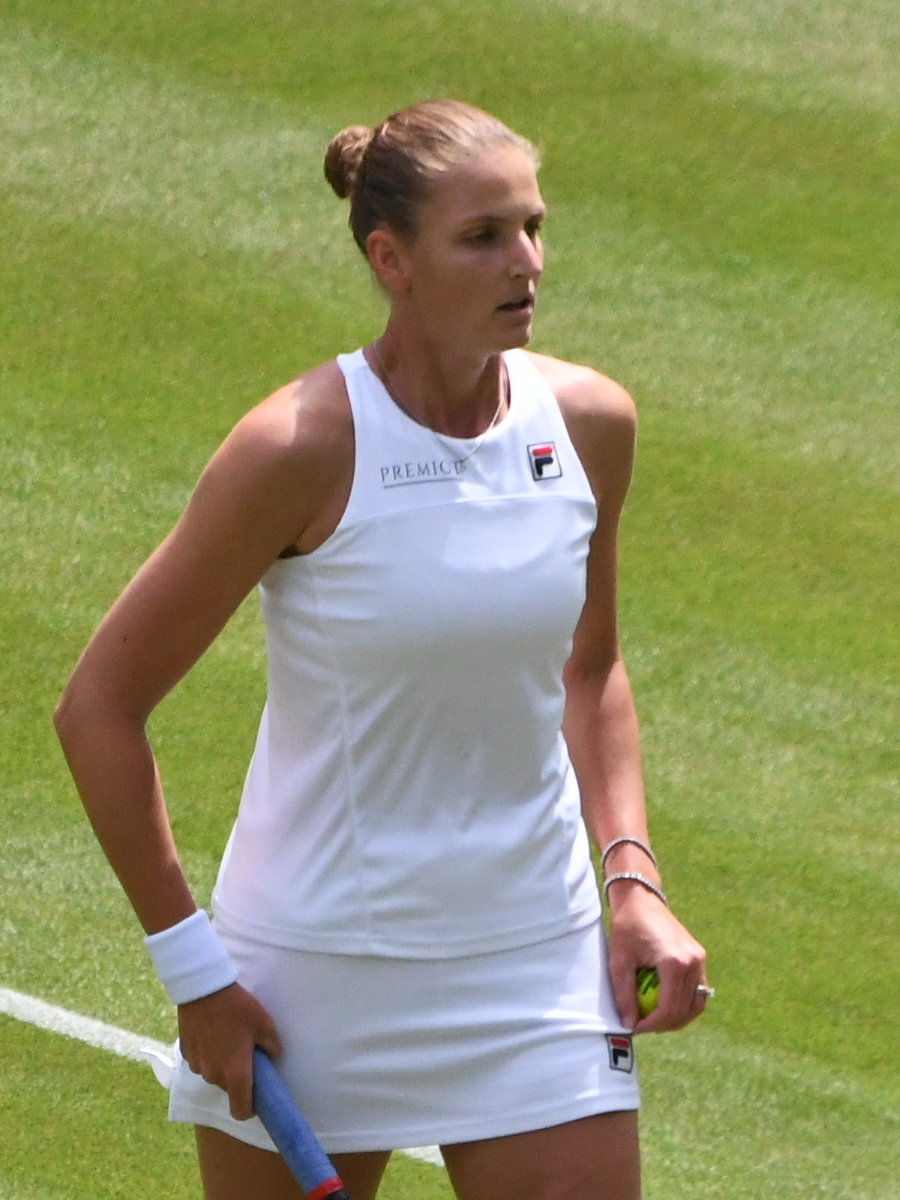
Wimbledon 2022

| toernooi            | 2011 | 2012 | 2013 | 2014 | 2015 | 2016 | 2017 | 2018 | 2019 | 2020 | 2021 | 2022 | 2023 | 2024 |
| ------------------- | ---- | ---- | ---- | ---- | ---- | ---- | ---- | ---- | ---- | ---- | ---- | ---- | ---- | ---- |
| grandslamtoernooien |      |      |      |      |      |      |      |      |      |      |      |      |      |      |
| Australian Open     | –    | –    | 1R   | 2R   | 3R   | 3R   | KF   | KF   | HF   | 3R   | 3R   | –    | KF   | 1R   |
| Roland Garros       | –    | 1R   | 1R   | 2R   | 2R   | 1R   | HF   | 3R   | 3R   | 2R   | 2R   | 2R   | 1R   | 1R   |
| Wimbledon           | –    | 1R   | 2R   | 2R   | 2R   | 2R   | 2R   | 4R   | 4R   | g.t. | F    | 2R   | 1R   |      |
| US Open             | –    | –    | 1R   | 3R   | 1R   | F    | KF   | KF   | 4R   | 2R   | KF   | KF   | 2R   |      |
| WTA Finals          |      |      |      |      |      |      |      |      |      |      |      |      |      |      |
| WTA Finals          | –    | –    | –    | –    | –    | G    | HF   | HF   | HF   | g.t. | G    | –    | –    |      |
| Premier Mandatory   |      |      |      |      |      |      |      |      |      |      |      |      |      |      |
| Indian Wells        | –    | –    | –    | 3R   | 4R   | HF   | HF   | KF   | KF   | g.t. | 3R   | 2R   |      |      |
| Miami               | –    | –    | 2R   | 1R   | KF   | 2R   | HF   | KF   | F    | g.t. | 3R   | 2R   |      |      |
| Madrid              | –    | –    | –    | 2R   | 3R   | 3R   | 3R   | HF   | 2R   | g.t. | 2R   | 1R   |      |      |
| Peking              | –    | –    | –    | 1R   | 1R   | 3R   | 3R   | 3R   | 1R   | g.t. | g.t. | g.t. |      |      |
| Premier Five        |      |      |      |      |      |      |      |      |      |      |      |      |      |      |
| Dubai/Doha          | –    | –    | –    | 2R   | F    | 1R   | 2R   | 3R   | KF   | 3R   | 3R   | –    |      |      |
| Rome                | –    | –    | –    | –    | 1R   | 1R   | KF   | 2R   | W    | F    | F    | 2R   |      |      |
| Montréal/Toronto    | –    | –    | –    | 2R   | 1R   | 3R   | KF   | 2R   | KF   | g.t. | F    | HF   |      |      |
| Cincinnati          | –    | –    | –    | –    | 3R   | W    | HF   | 2R   | KF   | 2R   | HF   | 2R   |      |      |
| Tokio/Wuhan         | 1R   | –    | –    | 3R   | KF   | 3R   | KF   | 2R   | 3R   | g.t. | g.t. | g.t. |      |      |
| olympisch           |      |      |      |      |      |      |      |      |      |      |      |      |      |      |
| Olympische Spelen   | g.t. | –    | g.t. | g.t. | g.t. | –    | g.t. | g.t. | g.t. | g.t. | 3R   | g.t. | g.t. |      |
| statistieken        |      |      |      |      |      |      |      |      |      |      |      |      |      |      |
| titels per jaar     | 0    | 0    | 1    | 2    | 1    | 2    | 3    | 2    | 4    | 1    | 0    | 0    | 0    | 1    |
| eindejaarsranking   | 159  | 120  | 67   | 24   | 11   | 6    | 4    | 8    | 2    | 6    | 4    | 32   | 37   |      |

### Vrouwendubbelspel
| Australian Open | –  | –  | 1R | 1R | HF | 1R | –  | –  |
| Roland Garros   | –  | 1R | 1R | 2R | 3R | –  | KF | –  |
| Wimbledon       | –  | 1R | 1R | 1R | HF | –  | –  | –  |
| US Open         | 1R | 1R | 1R | 1R | 3R | –  | –  | 3R |

### Gemengd dubbelspel
| toernooi        | 2014 |
| --------------- | ---- |
| Australian Open | –    |
| Roland Garros   | –    |
| Wimbledon       | 2R   |
| US Open         | –    |

## Palmares
| Legenda                 |
| ----------------------- |
| Grandslamtoernooi       |
| Olympische Spelen       |
| Year-End Championships  |
| Premier Mandatory       |
| Premier Five / WTA 1000 |
| Premier / WTA 500       |
| International / WTA 250 |
| Challenger / WTA 125    |

### Overwinningen op een regerend nummer 1
Plíšková heeft tot op heden (peildatum 11 januari 2019) eenmaal een partij tegen een op dat ogenblik heersend leider van de wereldranglijst gewonnen:
| nr. | datum      | toernooi   | ronde       | tegenstandster | score    |         |
| --- | ---------- | ---------- | ----------- | -------------- | -------- | ------- |
| 1.  | 2018-05-10 | WTA Madrid | kwartfinale | Simona Halep   | 6-4, 6-3 | details |

### WTA-finaleplaatsen enkelspel
| nr.              | finale     | toernooi         | ondergrond    | tegenstandster        | score          |         |
| ---------------- | ---------- | ---------------- | ------------- | --------------------- | -------------- | ------- |
| gewonnen finales |            |                  |               |                       |                |         |
| 01.              | 2013-03-03 | WTA Kuala Lumpur | hardcourt     | Bethanie Mattek-Sands | 1-6, 7-5, 6-3  | details |
| 02.              | 2014-09-21 | WTA Seoel        | hardcourt     | Varvara Lepchenko     | 6-3, 6-7, 6-2  | details |
| 03.              | 2014-10-12 | WTA Linz         | hardcourt (i) | Camila Giorgi         | 6-7, 6-3, 7-6  | details |
| 04.              | 2015-05-02 | WTA Praag        | gravel        | Lucie Hradecká        | 4-6, 7-5, 6-3  | details |
| 05.              | 2016-06-12 | WTA Nottingham   | gras          | Alison Riske          | 7-6, 7-5       | details |
| 06.              | 2016-08-21 | WTA Cincinnati   | hardcourt     | Angelique Kerber      | 6-3, 6-1       | details |
| 07.              | 2017-01-07 | WTA Brisbane     | hardcourt     | Alizé Cornet          | 6-0, 6-3       | details |
| 08.              | 2017-02-18 | WTA Doha         | hardcourt     | Caroline Wozniacki    | 6-3, 6-4       | details |
| 09.              | 2017-07-01 | WTA Eastbourne   | gras          | Caroline Wozniacki    | 6-4, 6-4       | details |
| 10.              | 2018-04-29 | WTA Stuttgart    | gravel (i)    | Coco Vandeweghe       | 7-6, 6-4       | details |
| 11.              | 2018-09-23 | WTA Tachikawa    | hardcourt (i) | Naomi Osaka           | 6-4, 6-4       | details |
| 12.              | 2019-01-06 | WTA Brisbane     | hardcourt     | Lesja Tsoerenko       | 4-6, 7-5, 6-2  | details |
| 13.              | 2019-05-19 | WTA Rome         | gravel        | Johanna Konta         | 6-3, 6-4       | details |
| 14.              | 2019-06-29 | WTA Eastbourne   | gras          | Angelique Kerber      | 6-1, 6-4       | details |
| 15.              | 2019-09-15 | WTA Zhengzhou    | hardcourt     | Petra Martić          | 6-3, 6-2       | details |
| 16.              | 2020-01-12 | WTA Brisbane     | hardcourt     | Madison Keys          | 6-4, 4-6, 7-5  | details |
| 17.              | 2024-02-11 | WTA Cluj-Napoca  | hardcourt (i) | Ana Bogdan            | 6-4, 6-3       | details |
| verloren finales |            |                  |               |                       |                |         |
| 01.              | 2014-02-02 | WTA Pattaya      | hardcourt     | Jekaterina Makarova   | 3-6, 6-7       | details |
| 02.              | 2014-05-24 | WTA Neurenberg   | gravel        | Eugenie Bouchard      | 2-6, 6-4, 3-6  | details |
| 03.              | 2014-09-14 | WTA Hongkong     | hardcourt     | Sabine Lisicki        | 5-7, 3-6       | details |
| 04.              | 2015-01-17 | WTA Sydney       | hardcourt     | Petra Kvitová         | 6-7, 6-7       | details |
| 05.              | 2015-02-21 | WTA Dubai        | hardcourt     | Simona Halep          | 4-6, 6-7       | details |
| 06.              | 2015-06-21 | WTA Birmingham   | gras          | Angelique Kerber      | 7-6, 3-6, 6-7  | details |
| 07.              | 2015-08-09 | WTA Stanford     | hardcourt     | Angelique Kerber      | 3-6, 7-5, 4-6  | details |
| 08.              | 2015-11-08 | WTA Elite Trophy | hardcourt (i) | Venus Williams        | 5-7, 6-7       | details |
| 09.              | 2016-06-25 | WTA Eastbourne   | gras          | Dominika Cibulková    | 5-7, 3-6       | details |
| 10.              | 2016-09-10 | US Open          | hardcourt     | Angelique Kerber      | 3-6, 6-4, 4-6  | details |
| 11.              | 2018-10-14 | WTA Tianjin      | hardcourt     | Caroline Garcia       | 6-7, 3-6       | details |
| 12.              | 2019-03-30 | WTA Miami        | hardcourt     | Ashleigh Barty        | 6-7, 3-6       | details |
| 13.              | 2020-09-21 | WTA Rome         | gravel        | Simona Halep          | 0-6, 1-2, opg. | details |
| 14.              | 2021-05-16 | WTA Rome         | gravel        | Iga Świątek           | 0-6, 0-6       | details |
| 15.              | 2021-07-10 | Wimbledon        | gras          | Ashleigh Barty        | 3-6, 7-6, 3-6  | details |
| 16.              | 2021-08-15 | WTA Montréal     | hardcourt     | Camila Giorgi         | 3-6, 5-7       | details |
| 17.              | 2024-06-16 | WTA Nottingham   | gras          | Katie Boulter         | 6-4, 3-6, 2-6  | details |

### WTA-finaleplaatsen vrouwendubbelspel
| nr.              | finale     | toernooi         | ondergrond    | partner            | tegenstandsters                          | score             |         |
| ---------------- | ---------- | ---------------- | ------------- | ------------------ | ---------------------------------------- | ----------------- | ------- |
| gewonnen finales |            |                  |               |                    |                                          |                   |         |
| 1.               | 2013-10-13 | WTA Linz         | hardcourt (i) | Kristýna Plíšková  | Gabriela Dabrowski Alicja Rosolska       | 7-6, 6-4          | details |
| 2.               | 2014-05-24 | WTA Neurenberg   | gravel        | Michaëlla Krajicek | Ioana Raluca Olaru Shahar Peer           | 6-0, 4-6, [10-6]  | details |
| 3.               | 2014-07-13 | WTA Bad Gastein  | gravel        | Kristýna Plíšková  | Andreja Klepač María Teresa Torró Flor   | 4-6, 6-3, [10-6]  | details |
| 4.               | 2014-09-14 | WTA Hongkong     | hardcourt     | Kristýna Plíšková  | Patricia Mayr-Achleitner Arina Rodionova | 6-2, 2-6, [12-10] | details |
| 5.               | 2016-06-19 | WTA Birmingham   | gras          | Barbora Strýcová   | Vania King Alla Koedrjavtseva            | 6-3, 7-6          | details |
| verloren finales |            |                  |               |                    |                                          |                   |         |
| 1.               | 2013-07-14 | WTA Palermo      | gravel        | Kristýna Plíšková  | Kristina Mladenovic Katarzyna Piter      | 1-6, 7-5, [8-10]  | details |
| 2.               | 2016-03-19 | WTA Indian Wells | hardcourt     | Julia Görges       | Bethanie Mattek-Sands Coco Vandeweghe    | 6-4, 4-6, [6-10]  | details |